# Дядьковское сельское поселение (Рязанская область)
Дядьковское сельское поселение — муниципальное образование (сельское поселение) в Рязанском районе Рязанской области.
Административный центр — село Дядьково.

## История
Дядьковское сельское поселение образовано в 2006 г.

## Население
| 2010  | 2012  | 2013  | 2014  | 2015  | 2016  | 2017  |
| ----- | ----- | ----- | ----- | ----- | ----- | ----- |
| 2988  | ↗3041 | ↗3116 | ↗3211 | ↗3454 | ↗3674 | ↗3997 |
| 2018  | 2019  | 2020  | 2021  |       |       |       |
| ↗4459 | ↗4904 | ↗5577 | ↘5442 |       |       |       |

## Состав сельского поселения
| № | Населённый пункт | Тип населённого пункта       | Население |
| - | ---------------- | ---------------------------- | --------- |
| 1 | Вишневка         | деревня                      | 108       |
| 2 | Гряцкое          | деревня                      | ↘36       |
| 3 | Гурейкино        | деревня                      | 20        |
| 4 | Дядьково         | село, административный центр | ↗4345     |
| 5 | Новоселки        | посёлок                      | 916       |